# Андреев, Анатолий Андреевич (композитор)
Анато́лий Андре́евич Андре́ев (1941—2004) — российский композитор и музыкальный педагог. Заслуженный деятель искусств Бурятской АССР (1983), заслуженный деятель искусств РСФСР (1989). Автор музыки гимна Республики Бурятия.

## Биография
Родился в 1941 году в Улан-Удэ. В 1963 году окончил Улан-Удэнское музыкальное училище им. П. И. Чайковского, где учился у ведущих бурятских композиторов Д. Д. Аюшеева, Ж. А. Батуева и Б. Б. Ямпилова.
В 1970 году окончил Уральскую государственную консерваторию им. М. П. Мусоргского по классу композиции Б. Д. Гибалина. Дипломной работой его был первый акт оперы «Волшебная кукушка».
Вернувшись на родину, преподавал в Улан-Удэнском музыкальном училище.
Член Союза композиторов Бурятии с 1971 года.
В 1974—1977 и 1985—1990 годах работал художественным руководителем Бурятской филармонии. В 1981—1983 годах по семейным обстоятельствам жил в городе Кяхта, где преподавал в местном училище культуры и искусства.
С 1991 года Анатолий Андреев занимается только творческой работой. За весь период своей творческой деятельности создал более ста произведений во многих музыкальных жанрах — опера, балет, симфоническая поэма, оратория, музыка к драматическим спектаклям, фортепианные пьесы, романсы, хоры и песни. Исключительной популярностью и любовью пользуются в Бурятии песни Андреева, ставшие поистине народными.

## Автор музыки Гимна Бурятии
Анатолий Андреев, вместе с поэтом Дамбой Жалсараевым, написал «Песню о родной земле», более известную в народе как «Таёжная, озёрная, степная».
В 1994 году был объявлен конкурс на создание государственного гимна Республики Бурятия. Среди прочих произведений была выдвинута и «Песня о родной земле». Специальная комиссия признала это сочинение лучшим из представленных работ.
Гимн принят Законом Республики Бурятия «О Государственном гимне Республики Бурятия» от 20 апреля 1995 года № 121-I.

## Творчество
Создал более 100 произведений в различных жанрах. Особо популярны песни и романсы композитора — «Тоонто нютаг», «Эжэмни», «Эгэшэ аха хоёрни» и многие другие.
- опера «Гэсэр» (2002)
- балет «Песнь поэта» (1984)
- сюита «Герои Гражданской» (1970) и др.

## Награды и звания
- Лауреат Премии комсомола Бурятии (1982)
- Лауреат Государственной премии Бурятии (1984)
- Заслуженный деятель искусств Бурятии (1983)
- Заслуженный деятель искусств РСФСР (1989)[2]